# 刘晓静
刘晓静（1964年2月—），女，汉族，山东济南人，中华人民共和国民族音乐学家，山东艺术学院副院长，中国国民党革命委员会党员，第十二届全国人民代表大会山东地区代表。

## 生平
刘晓静毕业于上海音乐学院民族音乐专业。
2013年，担任全国人大代表。2018年2月24日，当选为第十三届全国人大代表。